# Welschneudorf

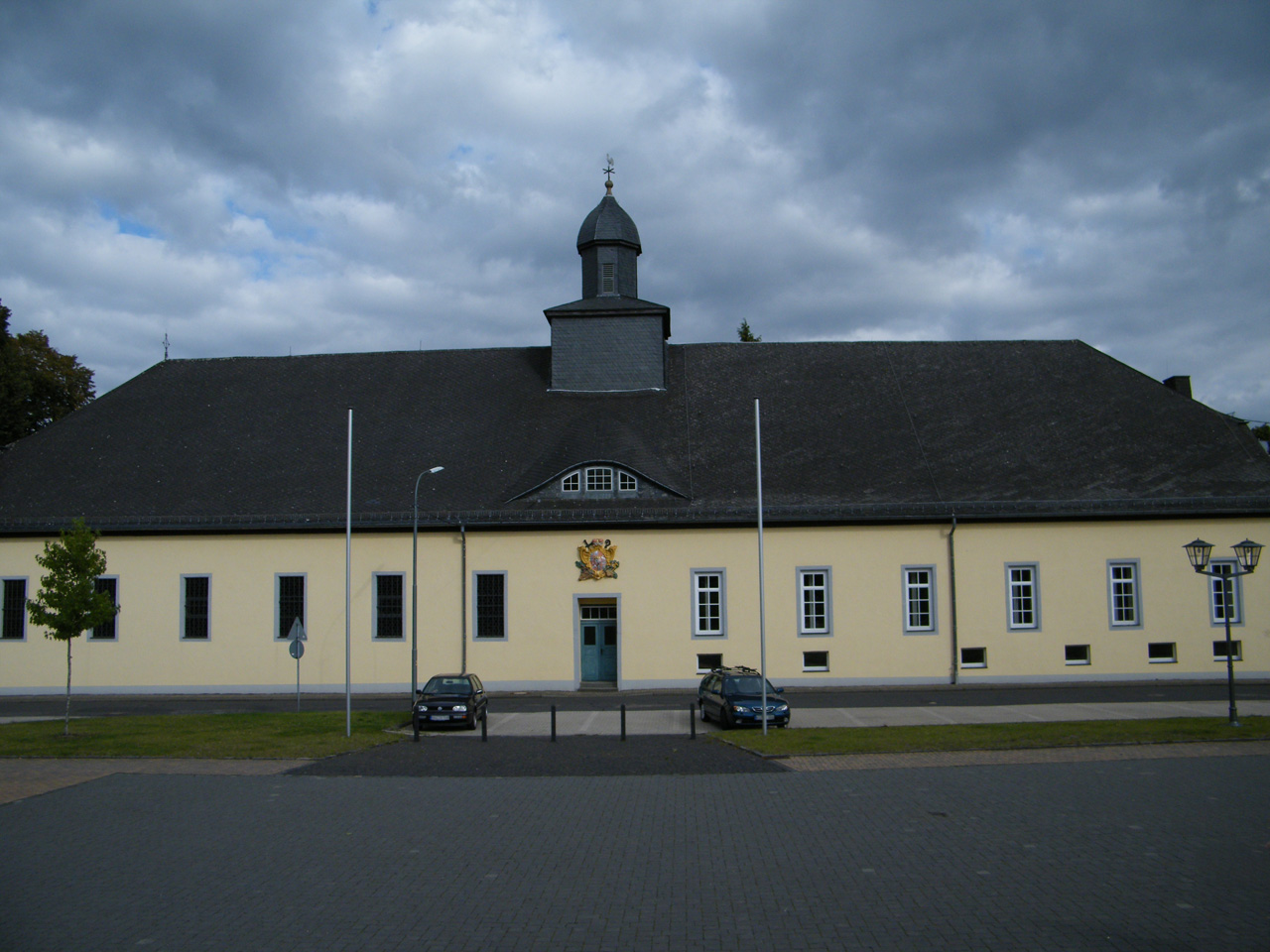
Kirche und Kurfürstenhalle

Welschneudorf ist eine Ortsgemeinde im Westerwaldkreis in Rheinland-Pfalz. Sie gehört der Verbandsgemeinde Montabaur an.

## Geographie
Die Gemeinde liegt im Unterwesterwald zwischen Koblenz und Limburg an der Lahn im Naturpark Nassau. Nachbargemeinden sind Arzbach im Westen, Oberelbert im Norden, Hübingen im Südosten und Zimmerschied im Süden.
Zu Welschneudorf gehören auch die Wohnplätze Gut Tiergarten und Stelzenbachhof.

## Geschichte
Der Ort wurde im Jahre 1453 als Nudorff erstmals urkundlich erwähnt. Das Gebiet gehörte zum römischen Reich, da direkt westlich am Limes gelegen (noch heute Spuren und Überreste im Wald sichtbar). Wallonische Zuwanderer besiedelten das heruntergekommene Dorf nach dem Dreißigjährigen Krieg und nannten es „nova villa“, woraus allmählich Neudorf und schließlich Welschneudorf wurde. In kurtrierischer Zeit baute man hier ein Jagdzeughaus, das heute zur Hälfte als Kirche dient. 1795 wurde der Ort von den abziehenden Truppen Frankreichs völlig zerstört.
Statistik zur Einwohnerentwicklung
Die Entwicklung der Einwohnerzahl der Gemeinde Welschneudorf, die Werte von 1871 bis 1987 beruhen auf Volkszählungen:
| Jahr | Einwohner |
| ---- | --------- |
| 1815 | 321       |
| 1835 | 441       |
| 1871 | 495       |
| 1905 | 484       |
| 1939 | 469       |
| 1950 | 541       |

| Jahr | Einwohner |
| ---- | --------- |
| 1961 | 612       |
| 1970 | 703       |
| 1987 | 864       |
| 2005 | 1.019     |
| 2017 | 958       |

## Politik

### Gemeinderat
Der Gemeinderat in Welschneudorf besteht aus zwölf Ratsmitgliedern, die bei der Kommunalwahl am 9. Juni 2024 in einer personalisierten Verhältniswahl gewählt wurden, und dem ehrenamtlichen Ortsbürgermeister als Vorsitzendem.
Die Sitzverteilung im Gemeinderat:
| Wahl | WGL a | WGS b | WGR c | Gesamt   |
| ---- | ----- | ----- | ----- | -------- |
| 2024 | 5     | 7     | –     | 12 Sitze |
| 2019 | –     | 5     | 7     | 12 Sitze |
| 2014 | 4     | 3     | 5     | 12 Sitze |

### Bürgermeister
Ralf Heibel wurde am 4. Oktober 2021 Ortsbürgermeister von Welschneudorf. Bei der Direktwahl am 26. September 2021 war er mit einem Stimmenanteil von 86,4 % gewählt worden. Bei der Direktwahl am 9. Juni 2024 wurde er als einziger Bewerber mit einem Stimmenanteil von 95,9 % für weitere fünf Jahre wiedergewählt.
Heibels Vorgänger waren Günther Perlick, der das Amt vom September 2019 bis zu einer Amtsniederlegung aus persönlichen Gründen im April 2021 ausübte, Bernd Labonte (Ortsbürgermeister 2014–2019) und Thomas Schmidt (2004–2014).

## Kultur und Sehenswürdigkeiten
Siehe Liste der Kulturdenkmäler in Welschneudorf

## Verkehr
- Die nächste Autobahnanschlussstelle ist Montabaur an der A 3 (Köln–Frankfurt am Main), etwa elf Kilometer entfernt.
- Der nächstgelegene ICE-Halt ist der Bahnhof Montabaur an der Schnellfahrstrecke Köln–Rhein/Main und der Hauptbahnhof Koblenz an der linksrheinischen Eisenbahnstrecke.
- Im Ort hält die Buslinie 456 Bad Ems–Montabaur.

## Persönlichkeiten
- Ludwig Schlemmer (1895–1967), Politiker (CDU), Bürgermeister und Landtagsabgeordneter